# Elecciones al Congreso de los Diputados de 1986 (Madrid)
Las elecciones al Congreso de los Diputados de 1986 se celebraron en la Comunidad de Madrid el domingo 22 de junio, como parte de las elecciones generales convocadas por Real Decreto dispuesto el 22 de abril de 1986 y publicado en el Boletín Oficial del Estado el día siguiente. Se eligieron los 33 diputados correspondientes a la circunscripción electoral de Madrid, mediante un sistema proporcional (método d'Hondt) con listas cerradas y un umbral electoral del 3%.

## Resultados
Cuatro listas obtuvieron representación: la candidatura del Partido Socialista Obrero Español (PSOE), que obtuvo 15 escaños, la de la Coalición Popular (CP), con 11 escaños, la del Centro Democrático y Social (CDS) y la de la coalición de Izquierda Unida (IU), con 2. El escrutinio completo y definitivo se detalla a continuación.
| Candidatura                                                      | Candidatura                                                      | Votos     | %                               | Escaños                         |
| ---------------------------------------------------------------- | ---------------------------------------------------------------- | --------- | ------------------------------- | ------------------------------- |
|                                                                  | Partido Socialista Obrero Español (PSOE)                         | 1 054 730 | 40,81                           | 15                              |
|                                                                  | Coalición Popular (CP)                                           | 826 206   | 31,97                           | 11                              |
|                                                                  | Centro Democrático y Social (CDS)                                | 360 246   | 13,94                           | 5                               |
|                                                                  | Coalición Izquierda Unida (IU)                                   | 225 109   | 6,03                            | 2                               |
| Mesa para la Unidad de los Comunistas (MUC)                      | Mesa para la Unidad de los Comunistas (MUC)                      | 63 928    | 2,47                            | 0                               |
| Partido Reformista Democrático (PRD)                             | Partido Reformista Democrático (PRD)                             | 36 709    | 1,42                            | 0                               |
| Los Verdes (LV)                                                  | Los Verdes (LV)                                                  | 18 559    | 0,72                            | 0                               |
| Partido Socialista de los Trabajadores (PST)                     | Partido Socialista de los Trabajadores (PST)                     | 11 282    | 0,44                            | 0                               |
| Falange Española de las JONS (FE de las JONS)                    | Falange Española de las JONS (FE de las JONS)                    | 7761      | 0,30                            | 0                               |
| Vértice Español de Reivindicación y Desarrollo Ecológico (VERDE) | Vértice Español de Reivindicación y Desarrollo Ecológico (VERDE) | 7261      | 0,28                            | 0                               |
| Lista Alternativa Verde (AV)                                     | Lista Alternativa Verde (AV)                                     | 3478      | 0,13                            | 0                               |
| Coalición de Unidad Nacional (CUN)                               | Coalición de Unidad Nacional (CUN)                               | 3080      | 0,12                            | 0                               |
| Unificación Comunista de España (UCE)                            | Unificación Comunista de España (UCE)                            | 2737      | 0,11                            | 0                               |
| Unidad Popular Republicana (UPR)                                 | Unidad Popular Republicana (UPR)                                 | 2191      | 0,08                            | 0                               |
| Partido de los Obreros Revolucionarios de España (PORE)          | Partido de los Obreros Revolucionarios de España (PORE)          | 2044      | 0,08                            | 0                               |
| Cultura Natural (CN)                                             | Cultura Natural (CN)                                             | 1886      | 0,07                            | 0                               |
| Partido Obrero Socialista Internacionalista (POSI)               | Partido Obrero Socialista Internacionalista (POSI)               | 1422      | 0,06                            | 0                               |
| Partit dels Comunistes de Catalunya (PCC)                        | Partit dels Comunistes de Catalunya (PCC)                        | 296       | 0,01                            | 0                               |
| Votos en blanco                                                  | Votos en blanco                                                  | 24 814    | 0,99                            | n/a                             |
| Votos válidos                                                    | Votos válidos                                                    | 2 514 108 | 100,00                          | 33                              |
| Votos nulos                                                      | Votos nulos                                                      | 44 844    | Participación: \| \| 72,61 % \| | Participación: \| \| 72,61 % \| |
| Votantes                                                         | Votantes                                                         | 2 583 766 | Participación: \| \| 72,61 % \| | Participación: \| \| 72,61 % \| |
| Electores                                                        | Electores                                                        | 3 557 928 | Participación: \| \| 72,61 % \| | Participación: \| \| 72,61 % \| |
|                                                                  | 72,61 %                                                          |           |                                 |                                 |

## Diputados electos
Relación de diputados electos:
| N.º | Nombre                              | Lista | Lista |
| --- | ----------------------------------- | ----- | ----- |
| 1   | Felipe González Márquez             |       | PSOE  |
| 2   | Manuel Fraga Iribarne               |       | CP    |
| 3   | Javier Solana Madariaga             |       | PSOE  |
| 4   | Óscar Alzaga Villaamil              |       | CP    |
| 5   | Adolfo Suárez González              |       | CDS   |
| 6   | José Joaquín Almunia Amann          |       | PSOE  |
| 7   | José Antonio Segurado García        |       | CP    |
| 8   | José Barrionuevo Peña               |       | PSOE  |
| 9   | Carmen García Bloise                |       | PSOE  |
| 10  | Miguel Herrero y Rodríguez de Miñón |       | CP    |
| 11  | José Ramón Caso García              |       | CDS   |
| 12  | Enrique Barón Crespo                |       | PSOE  |
| 13  | Álvaro Lapuerta Quintero            |       | CP    |
| 14  | Gerardo Iglesias Argüelles          |       | IU    |
| 15  | Julián Campo Sainz de las Rozas     |       | PSOE  |
| 16  | Jorge Verstrynge Rojas              |       | CP    |
| 17  | Alejandro Cercas Alonso             |       | PSOE  |
| 18  | Carlos Revilla Rodríguez            |       | CDS   |
| 19  | Íñigo Cavero Lataillade             |       | CP    |
| 20  | José Acosta Cubero                  |       | PSOE  |
| 21  | Miguel Ángel Fernández Ordóñez      |       | PSOE  |
| 22  | José Meliá Goicoechea               |       | CP    |
| 23  | León Máximo Rodríguez Valverde      |       | PSOE  |
| 24  | Carlos Ruiz Soto                    |       | CP    |
| 25  | Miguel Martínez Cuadrado            |       | CDS   |
| 26  | Pedro Feliciano Sabando Suárez      |       | PSOE  |
| 27  | Isabel Tocino Biscarolasaga         |       | CP    |
| 28  | Eugenio Triana García               |       | PSOE  |
| 29  | Ramón Tamames Gómez                 |       | IU    |
| 30  | Carlos López Riaño                  |       | PSOE  |
| 31  | Íñigo Herrera Martínez Campos       |       | CP    |
| 32  | Federico Ysart Alcover              |       | CDS   |
| 33  | Froilán Luis Pérez González         |       | PSOE  |